# Märkedalens naturreservat
Märkedalen är ett naturreservat i Skällinge socken i Varbergs kommun i Halland. Det ligger vid sjön Stora Neten och inrättades 2007.
Märkedalen har varit beskogat i åtminstone 350 år. Terrängen sluttar brant ner mot Stora Neten, och höjdskillnaden mellan sjön och reservatets högsta punkt är omkring 70 meter. Detta gör att Märkedalen har flera olika biotoper i dalar, på höjder och i branter. Ädellövskogen av bok och ek är omkring 100 år gammal. Förekomst av arter som guldlockmossa, glansfläck och vinfläck gör att området bedömts ha höga naturvärden.